# گونه‌زایی دگرزمانی
گونه‌زایی دگرزمانی (به انگلیسی: Allochronic speciation) (که همچنین به عنوان جدایی دگرزمانی allochronic isolation یا جدایی زمانی temporal isolation شناخته می‌شود) شکلی از گونه‌زایی (به‌ویژه گونه‌زایی بوم‌شناختی) ناشی از جدایی تولیدمثلی است که به دلیل تغییر در زمان تولیدمثل که باعث کاهش یا حذف جریان ژن بین دو جمعیت از یک گونه می‌شود، رخ می‌دهد. واژه دگرزمانی برای توصیف پدیده بوم‌شناختی کلی از تفاوت‌های پدیده‌شناسی که بین دو یا چند گونه ایجاد می‌شود استفاده می‌شود - گونه‌زایی ناشی از دگرزمانی در واقع گونه‌زایی دگرزمانی است.
تغییرهای محیطی که بر روی یک گونه یا جمعیت اثر می‌گذارد می‌تواند باعث انزوا شود. یک شکل مهم انزوا زمانی است که جمعیت‌ها نه از نظر جغرافیایی، بلکه زمانی (بر اساس زمان) از هم جدا می‌شوند. تغییرهای ژنتیکی (جهش‌ها) در طول زمان می‌تواند سبب ایجاد تفاوت بین دو جمعیت شود - به‌ویژه در فنولوژی (رویدادها در زندگی یک گونه که توسط زمان دیکته می‌شوند، مانند فصول تولیدمثل). نمایش فنوتیپ‌های منحصر به فرد (ویژگی‌ها یا صفات قابل مشاهده یک جاندار زنده).
دانشمندان مدل‌هایی را برای توضیح چگونگی وقوع این فرایند و چگونگی شناسایی آن در جمعیت‌های طبیعی ایجاد کرده‌اند. انبوهی از مطالعات دربارهٔ گونه‌ها در دگرزمانی وجود دارد، با تعداد کمی از آن‌ها که به شدت نشان می‌دهند گونه‌ها در حال گونه‌زایی هستند یا قبلاً به عنوان پیامد مستقیم این حالت انزوا گونه‌زایی کرده‌اند.

فصل تولیدمثل سه جمعیت از یک گونه در طول زمان تغییر می‌کند و در نهایت سبب جدا شدن ژن‌های آنها از دیگر جمعیت‌ها می‌شود. این جداسازی تولیدمثلی می‌تواند سبب گونه‌زایی شود.